# نحن مئات من الزهور
كلمات النشيد النيبالي:
सयौं थूंगा फूलका हामी, एउटै माला नेपाली
सार्वभौम भइ फैलिएका, मेची-महाकाली।
प्रकृतिका कोटी-कोटी सम्पदाको आंचल
वीरहरूका रगतले, स्वतन्त्र र अटल।
ज्ञानभूमि, शान्तिभूमि तराई, पहाड, हिमाल
अखण्ड यो प्यारो हाम्रो मातृभूमि नेपाल।
बहुल जाति, भाषा, धर्म, संस्कृति छन् विशाल
अग्रगामी राष्ट्र हाम्रो, जय जय नेपाल।
نحن مئات من الزهور ، واحدة الطوق - نيبال السيادية، انتشرت من ميشي إلى مهاكالي في الطبيعة الملايين من الموارد من دماء الابطال ، مستقلة وغير المنقولة. أرض المعرفة ، أرض السلام ، تيراي ، التلال ، الجبال ارجاء هذا الوطن ، وطننا الأم نيبال. تنوع الأعراق واللغات والأديان ، والثقافات واسعة جدا نحن امة تقدميه ، تحيا تحيا نيبال.